# Lista țărilor din Europa în funcție de distribuția averii
Averea (bogăția) reprezintă valoarea totală a activelor monetare și a bunurilor materiale deținute de o persoană, minus datoria privată, la un moment stabilit în timp.
Există o diferență între averea mediană și averea medie.

Averea mediană reprezintă valoarea obținută prin împărțirea averii la două grupuri egale de adulți: jumătate dintre adulți au o avere peste medie, iar cealaltă jumătate sub medie.

Averea medie este suma obținută prin împărțirea averii totale agregate la numărul de adulți. În țările în care bogăția este foarte concentrată într-un procent mic de oameni, media poate fi mult mai mare decât mediana.
Un raport global asupra averii („Global Wealth Report”) este publicat anual de Credit Suisse. Tabelul prezintă distribuția averii în Europa.

## Tabel
| Nr. | Țară                  | Avere medie | Avere mediană | Gini | Adulți      |
|     |                       |             |               |      |             |
| --- | --------------------- | ----------- | ------------- | ---- | ----------- |
| 1   | Elveția               | 673.962     | 146.733       | 78,1 | 6.958.000   |
| 2   | Luxemburg             | 477.306     | 259.899       | 67   | 498.000     |
| 3   | Țările de Jos         | 377.090     | 136.110       | 75,3 | 13.462.000  |
| 4   | Danemarca             | 376.069     | 165.622       | 73,6 | 4.557.000   |
| 5   | Belgia                | 351.330     | 230.550       | 60,3 | 8.993.000   |
| 6   | Islanda               | 337.787     | 231.462       | 50,9 | 255.000     |
| 7   | Suedia                | 336.166     | 89.846        | 87,2 | 7.794.000   |
| 8   | Franța                | 299.355     | 133.559       | 70   | 49.967.000  |
| 9   | Regatul Unit          | 290.724     | 131.522       | 71,7 | 52.568.000  |
| 10  | Austria               | 290.348     | 91.833        | 74,5 | 7.271.000   |
| 11  | Norvegia              | 275.880     | 117.798       | 78,5 | 4.184.000   |
| 12  | Germania              | 268.681     | 65.374        | 77,9 | 68.015.000  |
| 13  | Irlanda               | 266.150     | 99.030        | 80   | 3.619.000   |
| 14  | Italia                | 239.244     | 118.885       | 66,5 | 49.746.000  |
| 15  | Spania                | 227.122     | 105.831       | 69,2 | 37.798.000  |
| 16  | Finlanda              | 167.711     | 73.775        | 74   | 4.373.000   |
| 17  | Malta                 | 148.934     | 84.390        | 61,7 | 358.000     |
| 18  | Portugalia            | 142.537     | 61.306        | 70,5 | 8.339.000   |
| 19  | Cipru                 | 142.304     | 35.300        | 80,7 | 679.000     |
| 20  | Slovenia              | 120.173     | 63.961        | 67,1 | 1.672.000   |
| 21  | Grecia                | 104.603     | 57.595        | 65,7 | 8.462.000   |
| 22  | Cehia                 | 78.559      | 23.794        | 77,7 | 8.528.000   |
| 23  | Estonia               | 77.817      | 38.901        | 73,8 | 1.044.000   |
| 24  | Letonia               | 70.454      | 33.884        | 80,9 | 1.477.000   |
| 25  | Croația               | 69.140      | 34.945        | 68,5 | 3.303.000   |
| 26  | Slovacia              | 68.059      | 45.853        | 50,3 | 4.346.000   |
| 27  | Polonia               | 67.477      | 23.550        | 70,7 | 30.315.000  |
| 28  | Lituania              | 63.500      | 29.679        | 71   | 2.166.000   |
| 29  | Muntenegru            | 60.310      | 30.739        | 68,4 | 476.000     |
| 30  | Ungaria               | 53.664      | 24.126        | 66,5 | 7.708.000   |
| 31  | România               | 50.009      | 23.675        | 70,1 | 7.769.000   |
| 32  | Bulgaria              | 36.443      | 17.403        | 70,1 | 5.586.000   |
| 33  | Serbia                | 31.705      | 14.954        | 70,6 | 5.480.000   |
| 34  | Bosnia și Herțegovina | 30.597      | 15.283        | 68,6 | 2.637.000   |
| 35  | Albania               | 30.524      | 15.363        | 68,2 | 2.187.000   |
| 36  | Turcia                | 27.466      | 8.001         | 81,8 | 57.768.000  |
| 37  | Rusia                 | 27.162      | 5.431         | 87,8 | 111.845.000 |
| 38  | Belarus               | 23.278      | 12.168        | 66,7 | 7.367.000   |
| 39  | Armenia               | 22.538      | 9.441         | 73   | 2.176.000   |
| 40  | Republica Moldova     | 15.491      | 7.577         | 69,4 | 3.188.000   |
| 41  | Georgia               | 14.162      | 4.223         | 81,3 | 2.959.000   |
| 42  | Ucraina               | 13.104      | 2.529         | 84,4 | 34.639.000  |
| 43  | Azerbaidjan           | 11.926      | 5.022         | 72,7 | 7.155.000   |

Pentru unele țări europene, Credit Suisse a putut furniza doar estimări aproximative ale averii medii, fără informații despre distribuția respectivei bogății, invocând calitatea slabă a datelor.
| Nr. | Țară              | Avere medie |
|     |                   |             |
| --- | ----------------- | ----------- |
| 1   | Monaco            | 998.694     |
| 2   | Liechtenstein     | 919.820     |
| 3   | Andorra           | 273.862     |
| 4   | Groenlanda        | 207.714     |
| 5   | San Marino        | 196.188     |
| 6   | Macedonia de Nord | 51.788      |
| 7   | Kosovo            | 46.087      |